# Ponferrada
Ponferrada è un comune spagnolo di 64 674 abitanti situato nella provincia di León, comunità autonoma di Castiglia e León.
Città industriale, sorge su un altopiano a 543 metri di altitudine alla confluenza dei fiumi Boeza e Sil. Importante nodo stradale, capoluogo della comarca di el Bierzo, prende il nome da un ponte costruito nel XII secolo per consentire ai pellegrini di superare il fiume Sil nel loro cammino verso Santiago di Compostela.

## Economia
La sua economia si basa essenzialmente sulle industrie siderurgica ed elettromeccanica con aziende di dimensioni medie o superiori; nelle 6 aree industriali di cui il comune dispone, sono poi insediate aziende di minori dimensioni per la produzione del cemento, del vetro e di prodotti alimentari. Importanti sono anche le cave di lavagna con le relative fabbriche per la lavorazione della pietra scavata.
L'agricoltura è trascurata e quasi abbandonata nel capoluogo, ma nella comarca è fiorente e attenta alla tutela dei suoi prodotti col marchio di origine come il vino DOC esportato in Germania e negli USA chiamato Bierzo, la mela Reineta del Bierzo e il Pimiento del Bierzo (peperone).

## Storia

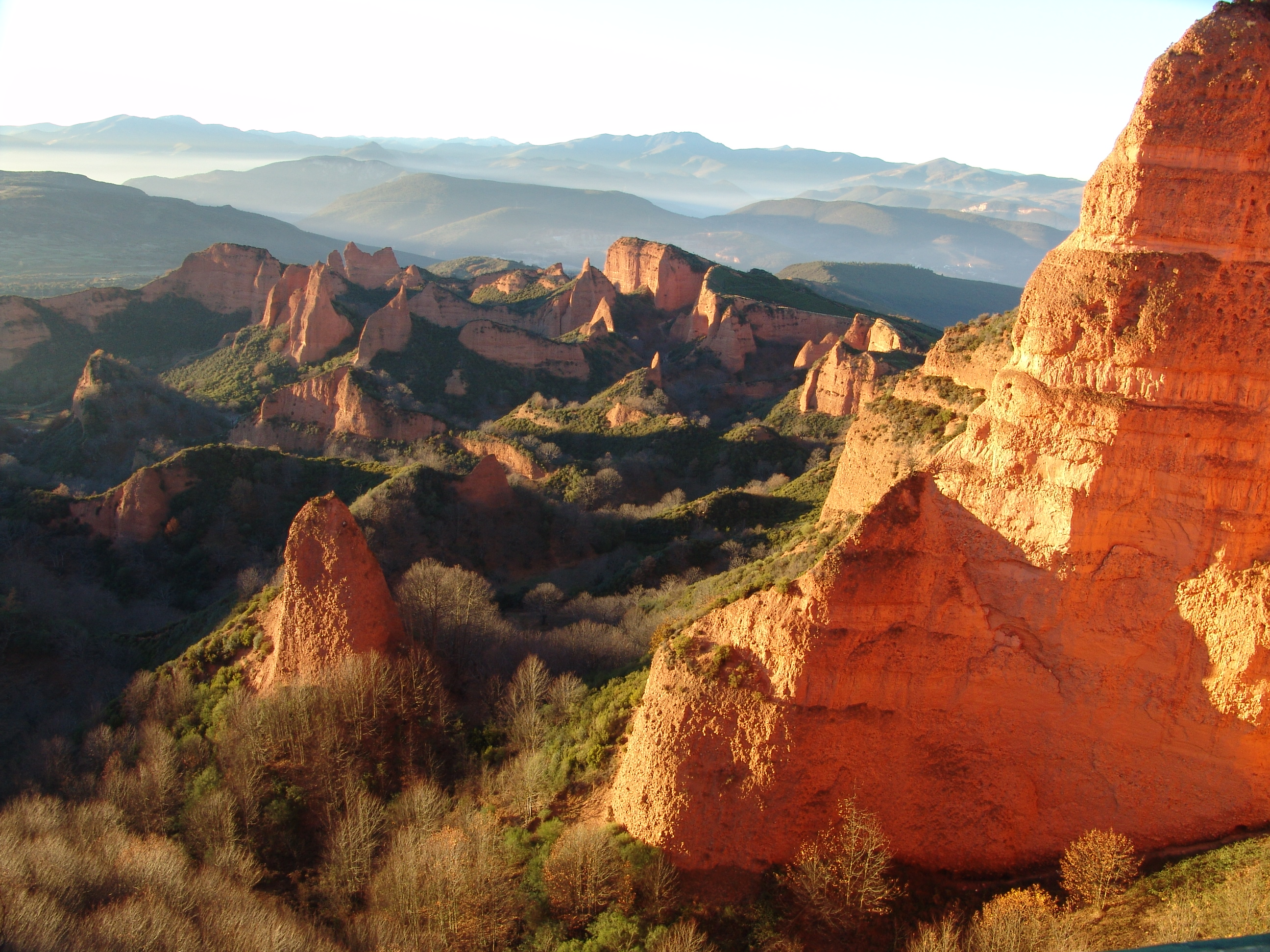
Las Médulas, panoramica

I primi nuclei abitativi fissi della zona furono costituiti da Liguri poi soppiantati e mescolati a popoli Celtici.
La conquista romana di questi territori iniziò nel I secolo a.C. e con essa iniziò lo sfruttamento intensivo dei giacimenti auriferi locali. La tecnica estrattiva, detta in latino ruina montium, consisteva nello scavare nelle rocce aurifere delle gallerie e dei canali attraverso i quali veniva introdotta dell'acqua: questa erodeva la montagna trasportando il materiale aurifero in apposite vasche per il lavaggio e il recupero dell'oro. Questa erosione e la successiva azione degli eventi atmosferici hanno prodotto il complesso del tutto particolare e suggestivo chiamato Las Médulas, dichiarato nel 1997 patrimonio dell'umanità dall'UNESCO. Questa risorsa fece dell'attuale Ponferrada una città romana, sede di una mansio, citata ancora nel III secolo col nome di Interamnium Flavium nell'Itinerario antonino.

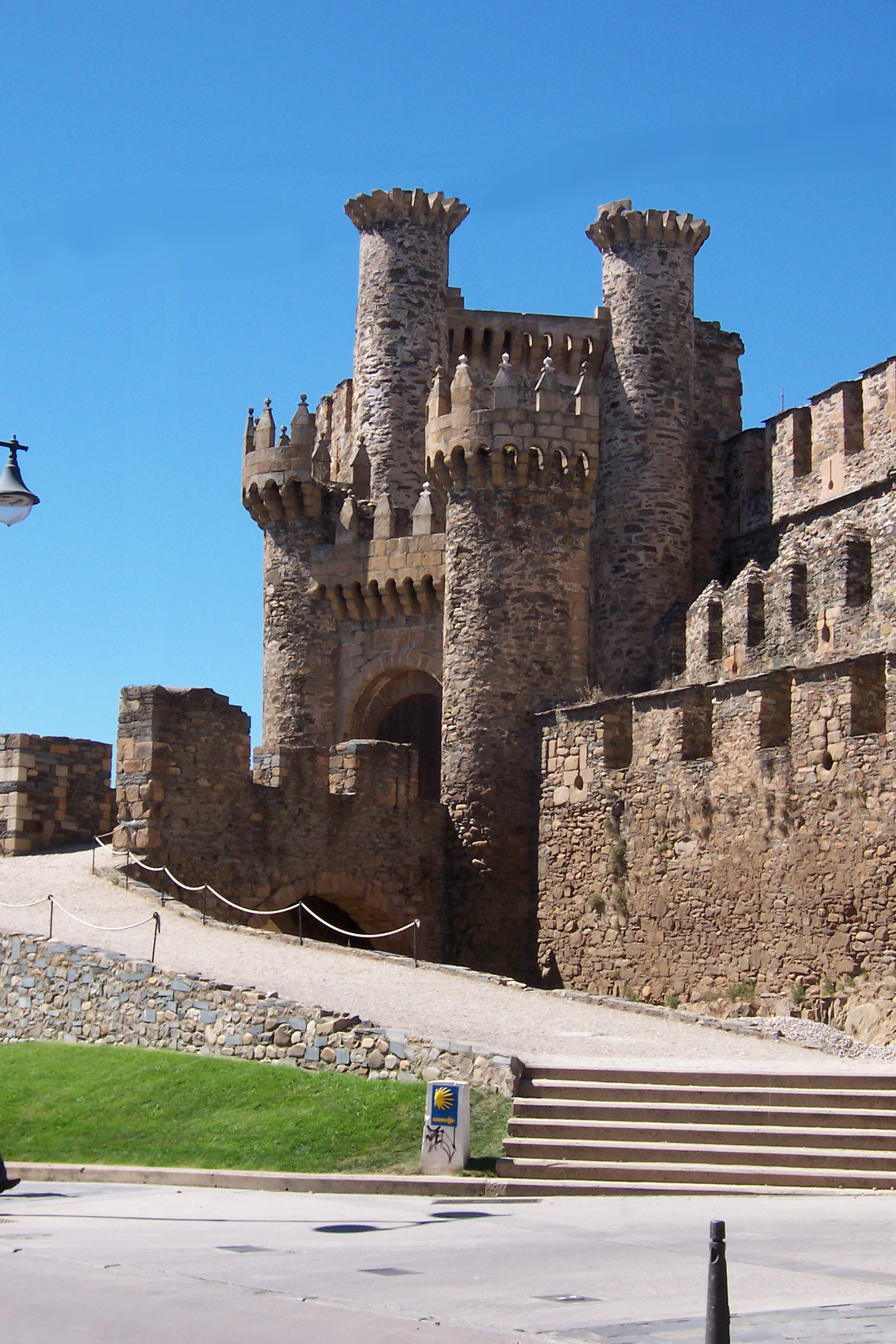
il castello dei Templari

Con la caduta dell'Impero romano d'Occidente e le invasioni dei Vandali il sito fu abbandonato, finché nel XII secolo il vescovo di Astorga, Osmundo, per agevolare i pellegrini di Santiago fece costruire sul fiume Sil un ponte rinforzato in ferro (Pons Ferrata) dal quale prese il nome il borgo, tappa del camino frances intermedia fra Mulina Seca e Villafranca del Bierzo.
Il borgo di Puenferrada fu all'inizio in potere dei Re di León che nel 1178 la donarono all'Ordine dei Templari che si era preso cura della sicurezza del Camino.
Scomparso l'Ordine, Ponferrada passò più volte di mano fino a quando nel XVI secolo venne in possesso del conte di Lemos il quale però fu contestato dal figlio che pretendeva la proprietà del castello. Risolsero la disputa i Re Cattolici che rivendicarono la proprietà del castello e dell'abitato facendoli restituire alla Corona di Spagna.
Da allora non vi furono più fatti rilevanti nella storia di Ponferrada che seguì senza protagonismi la storia di Spagna nei suoi splendori e nei suoi periodi di declino. L'unica distinzione fu per lo sviluppo industriale che si accentuò a Ponferrada nel XX secolo.

## Monumenti
- Di grande importanza è il Castillo del Temple dichiarato monumento historico cultural, del quale si è provveduto di recente a coprire con tettoie i resti. Costruito nell'XI secolo fu modificato, ampliato, riformato e restaurato più volte nei secoli successivi fino ai nostri giorni. La cinta muraria e alcune torri del XV secolo sono infatti attualmente in restauro e si pensa di recuperare alcune parti per farne un centro culturale.
- La Torre dell'orologio, del XVI secolo, fu un'antica porta della città, mentre al 1565 risale il Real Carcel (Carcere reale), edificio a due piani che ospita oggi il Museo del Bierzo, con al primo piano l'esposizione permanente e al secondo le mostre temporanee.
- La Basilica della Madonna della Quercia è stata fondata nel 1614 e ultimata nel XVIII secolo. Encina significa quercia e si riferisce qui alla tradizione che ricorda come un Templare trovò la scultura della vergine detta poi, Virgen de la Encina, che era stata nascosta in una quercia per sottrarla alla possibilità che se ne impadronissero i Musulmani. Popolarmente questa statua è detta La Morenita perché è una delle antiche Madonne nere della Spagna.
- La Casa Consistorial risale al 1692.

## Dintorni
Negli immediati dintorni della città e nelle sue frazioni ci sono molte località e monumenti interessanti:
- le già citate miniere romane di Las Medulas;
- la chiesa mozarabica dichiarata Monumento Histórico Artístico di San Tomas de las Ollas, paese nel cui nome si indica la produzione di pentole (Ollas), cui si dedicava tradizionalmente la maggior parte dei suoi cittadini;
- a Otero la chiesa dell'XI secolo dichiarata BIC di Santa Maria de Vizbayo è di stile romanico con reminiscenze mozarabiche.

Non distante è la Valle del Silencio - detta così dal nome del fiume che la solca, ma detta anche la Tebaida berciana per la moltitudine di monasteri mozarabici di fondazione visigota che la popolano - dove si incontrano diverse emergenze monumentali:
- il Monasterio de San Pedro de Montes fondato nel VII secolo da San Fructuoso e dal suo discepolo Valerio, abbandonato ai Musulmani, ricostruito nell'895 da San Genadio e nella prima metà del XIX secolo espropriato e messo all'asta grazie alla legge di desamortisacion di Juan Álvarez Mendizábal, uno dei protagonisti dell'abolizione della manomorta in Spagna;
- vicino al paese di San Pedro de Montes c'è la Ermita de Santa Cruz costruita nel XVIII secolo su un'antica chiesa visigotica e mozarabica del X secolo;
- la chiesa di Santiago de Peñalba, uno dei gioielli dell'architettura mozarabica del X secolo e anch'essa dichiarata BIC. Il centro storico del paese è dichiarato e tutelato come "complesso storico" urbano;
- la Cueva de San Genadio che servì da romitorio a San Genadio vescovo di Astorga;
- a Compludo c'è l'antica Herreria (ferriera) medievale a cui la forza motrice era fornita da una ruota idraulica mediante un meccanismo che funziona ancora oggi per i visitatori. È stata dichiarata monumento nazionale. Nel paese da notare anche la chiesa parrocchiale del 1533.

Nelle vicinanze sorgono le città di Bembibre (a 19 km), con i ruderi di un castello e la chiesa di San Pedro del secolo XV ricavata da una precedente sinagoga, un territorio dove si può ascoltare la Lingua leonese che dappertutto è presente nella toponomastica; Villafranca del Bierzo (a 23 km), che fu un grande centro monastico e una delle ultime tappe del camino, e Astorga (a 43 km), con la sua bella cattedrale.

## Feste
Oltre alla Settimana Santa da ricordare sono le "Fiestas de la Encina" nei giorni 8 e 9 settembre in onore della Madonna della Quercia, "el Magosto", feste semplici che si svolgono in date diverse nei vari quartieri e il Festival Internacional de Leon y Ponferrada.